# Nether Broughton
Nether Broughton – wieś w Anglii, w Leicestershire, w dystrykcie Melton, w civil parish Broughton and Old Dalby. Leży 9,1 km od miasta Melton Mowbray, 24,1 km od miasta Leicester i 158 km od Londynu. W 1931 roku civil parish liczyła 345 mieszkańców. Nether Broughton jest wspomniana w Domesday Book (1086) jako Broctone.